# Province de Phitsanulok
Phitsanulok (en thaï : พิษณุโลก) est une province (changwat) de Thaïlande.
Elle est située dans le nord du pays. Sa capitale est la ville de Phitsanulok.

## Subdivisions

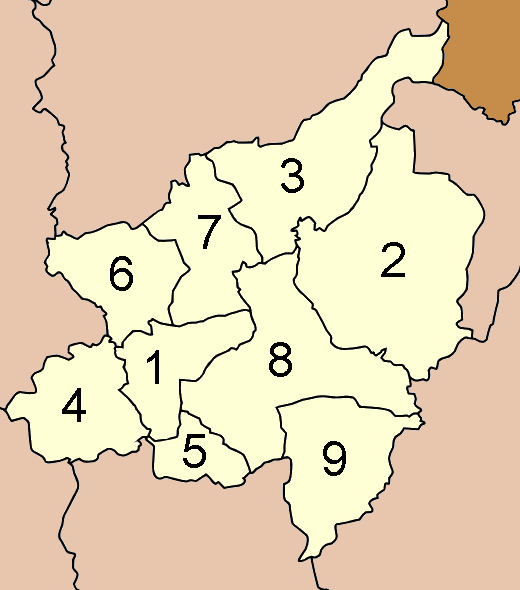
Carte des amphoe de la province de Phitsanulok.

Phitsanulok est subdivisée en 9 districts (amphoe) : Ces districts sont eux-mêmes subdivisés en 93 sous-districts (tambon) et 993 villages (muban).

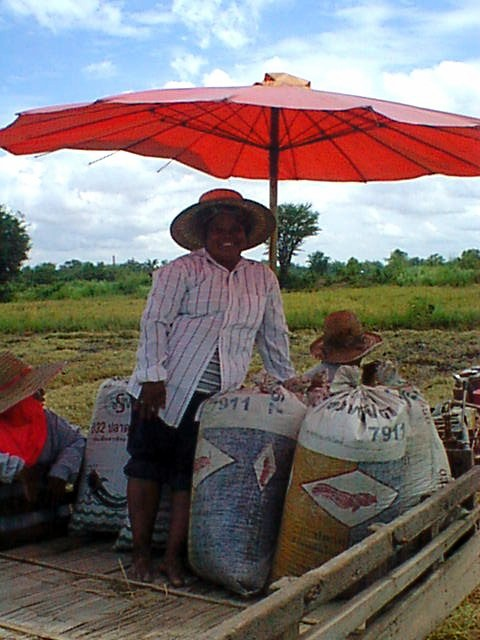
Culture du riz.

Liste des districts
1. Mueang Phitsanulok
2. Nakhon Thai
3. Chat Trakan
4. Bang Rakam
5. Bang Krathum
6. Phrom Phiram
7. Wat Bot
8. Wang Thong
9. Noen Maprang